# 啓示錄 (鄧紫棋專輯)
《啓示錄》（英語：Revelation）是香港歌手鄧紫棋的第七張錄音室專輯及第四張個人全創作專輯，於2022年9月30日由G Nation與華納音樂發行。該專輯由鄧紫棋、宮閣、T-Ma 馬敬恆、老道、太一共同製作。作為華語樂壇史無前例的「音樂連續劇」專輯，首次擔任主創、編劇及監製的她，聯同全能影像創作人林博導演共同打造14集音樂連續劇音樂錄影帶。該專輯的音樂風格將流行樂和福音音樂結合，並融合搖滾、節奏藍調、陷阱說唱、硬核饒舌、合成器流行、電子舞曲、復古的士高等音樂元素。專輯以「愛」作為主題，探討男女之間的愛、友情之愛、親人之愛以及自愛，鄧紫棋欲透過該專輯「引出一場關於愛的深思，並且帶出愛是我們在此刻壓抑的大環境下，最需要學習的課題」。

## 背景及發展
2019年，僅用歷時八個月完成專輯《摩天動物園》，專輯概念以動物形象隱喻人類本性，勾勒出人性不同面貌，表達人在動物性與人性間拉扯的心聲，探討主題如社會現象、兩性關係等。該專輯涉獵多元且新穎曲風，以流行曲風陷阱音樂結合說唱、電子音樂、搖滾、節奏藍調等音樂風格，為一張突破自我的全新概念專輯。憑藉該專輯入圍第31屆臺灣金曲獎年度專輯獎、最佳國語專輯獎；專輯中的歌曲《摩天動物園》入圍年度歌曲獎，而鄧紫棋本人藉該專輯入圍最佳國語女歌手獎及最佳作曲人獎。專輯最終獲得第31屆金曲獎評審團獎，並評價：「站在主流尖峰上，卻沒有減少對創作的誠意，並且鼓勵創作成為顯學，流量和質感取得平衡，作品完整且精緻。」
期間，發佈了多首單曲《平凡天使》、《孤獨》、電影《刺殺小說家》主題曲《平行世界》、《超能力》、《無雙的王者》、無綫電視劇《飛虎3壯志英雄》主題曲《兩個你／兩個自己》及《倒流時間》。2022年1月7日，鄧紫棋宣布「正式進入全閉關」，並預告，在這段閉關期間內會認真準備新的作品。2022年7月，鄧紫棋宣布全新專輯《啓示錄》發行的消息。

## 發行和宣傳
實體專輯預購由9月8日開始，並於9月23日截止。

### 音樂連續劇

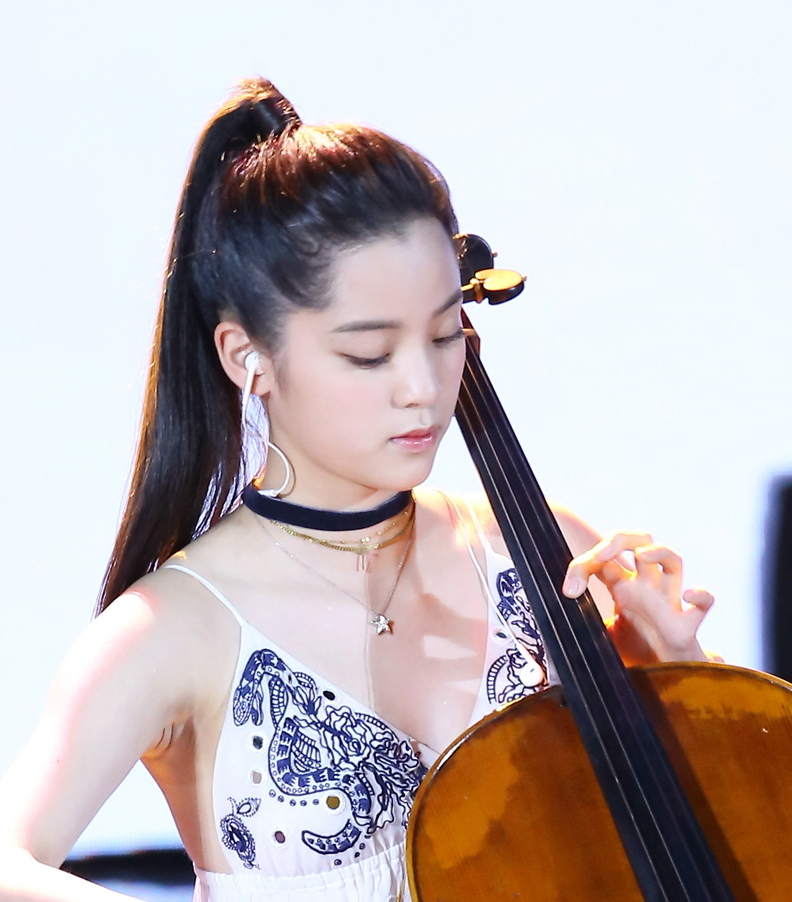
臺灣藝人歐陽娜娜在《啓示錄》專輯裡參與了《不想回家》和《少年與海》MV演出

《啓示錄》作為華語樂壇史無前例的「音樂連續劇」專輯，G.E.M.鄧紫棋自編自演的14支劇情MV將於每周二、周五中午12點發布。14支音樂影片一共斥資新台幣1.1億元拍攝，其中《GLORIA》光單集製作費就超過新台幣2200萬。14支MV場景宏大，質感堪比電影大片，然而這次製作其實面臨不少困難，不僅曾因疫情導致開拍後屢次喊停，甚至被迫更換演員、全部重拍等，最終由Mark（魏俊傑）及內地演員孫晨竣擔任男主角、藝人歐陽娜娜也有份出演。
|  | 如果完美只存在於虛擬世界，你會愛真實的我嗎？ |

在元宇宙遇上愛，這是網絡3.0時代的愛的啟示。故事以元宇宙 - 樂土、廢土 (樂土回修站)、現實世界為背景，講述活在樂土的遊戲角色 Gloria 與身在現實世界的秋（均由G.E.M.鄧紫棋飾演）交錯地經歷擁有、失去、尋找、獲得與重生的故事。《啓示錄》真實地呈現當今的社會面貌，包括人對自我形象缺乏安全感的掙扎和焦慮、在生活種種挫折下的迷失，還有網絡暴力對人心與關係的撕裂等等問題，從而引出對一場關於愛的深思。愛，就是我們在此刻壓抑的大環境下，最需要學習的課題。
2022年8月9日，第一集《GLORIA》正式在YouTube上線，每週二及週五中午12:00 準時連載。之後《Hell》、《Me & You》、《你不是第一個離開的人》、《不想回家》、《受難曲》、《冰河時代》、《少年與海》、《老人與海》、《Find You》、《離心力》、《讓世界暫停一分鐘》、《夜的盡頭》及《天空沒有極限》依次序在YouTube發行。2022年12月28日，發佈啓示錄全旅程版，依照劇情將十四首歌曲合併。

### 音樂錄音帶
| 發行日期      | 曲目                 | #  | 主演                        | MV     |
| ------------- | -------------------- | -- | --------------------------- | ------ |
| 2022年8月9日  | GLORIA               | 8  | 鄧紫棋                      | [ 22 ] |
| 2022年8月12日 | HELL                 | 2  | 鄧紫棋、Mark Ngai           | [ 23 ] |
| 2022年8月16日 | 只有我和你的地方     | 3  | 鄧紫棋、孫晨竣              | [ 24 ] |
| 2022年8月19日 | 你不是第一個離開的人 | 4  | 鄧紫棋、孫晨竣              | [ 25 ] |
| 2022年8月23日 | 不想回家             | 5  | 鄧紫棋、歐陽娜娜、孫晨竣    | [ 26 ] |
| 2022年8月26日 | 受難曲               | 7  | 鄧紫棋、Mark Ngai           | [ 27 ] |
| 2022年8月30日 | 冰河時代             | 6  | 鄧紫棋、孫晨竣              | [ 28 ] |
| 2022年9月2日  | 少年與海             | 1  | 鄧紫棋、歐陽娜娜、Mark Ngai | [ 29 ] |
| 2022年9月6日  | 老人與海             | 9  | 鄧紫棋、孫晨竣              | [ 30 ] |
| 2022年9月9日  | FIND YOU             | 10 | 鄧紫棋、孫晨竣              | [ 31 ] |
| 2022年9月13日 | 離心力               | 11 | 鄧紫棋、孫晨竣              | [ 32 ] |
| 2022年9月16日 | 讓世界暫停一分鐘     | 12 | 鄧紫棋、孫晨竣              | [ 33 ] |
| 2022年9月20日 | 夜的盡頭             | 13 | 鄧紫棋、孫晨竣              | [ 34 ] |
| 2022年9月23日 | 天空沒有極限         | 14 | 鄧紫棋、孫晨竣              | [ 35 ] |

### 現場演出
鄧紫棋在《時光音樂會第二季》擔任時光好友演唱《冰河時代》及《你不是第一個離開的人》。同年，作為諾亞方舟世界巡迴演唱會十週年進化復刻限定版表演嘉賓和五月天合唱《天空沒有極限》。鄧紫棋於2022年底分別登上嗶哩嗶哩及江蘇衛視跨年晚會，其中在嗶哩嗶哩跨年晚會演唱新專歌曲《天空沒有極限》，在江蘇衛視跨年演唱會表演新曲《GLORIA》及《你不是第一個離開的人》。

### 巡迴演出
為了宣傳專輯，鄧紫棋開啟「I AM GLORIA 世界巡迴演唱會」，於2023年12月7日在廣東奧林匹克體育中心體育場開始。內地專業平台官方公布2024年演唱會票房前10位， 她成功高踞票房榜首，更創造出逾25億元人民幣票房 ，並獲得2024年華語歌手入場人次第一（300萬以上人次）、華語歌手單年體育場演唱會場次第一（共69場）。2025年成為全球歷年女歌手巡迴演唱會票房第四位，超越美國流行音樂女王麥當娜（Madonna）及韓國人氣女團BLACK PINK，成為唯一躋身10強的中國面孔
。

## 創作背景
2022年8月9日釋出《GLORIA》音樂影片，鄧紫棋談及她創作《Gloria》的心路歷程和《啓示錄》專輯的靈感：
|    | 《啟示錄》專輯的靈感來自一次超自然的經歷：她曾有一次被憂傷壓倒，邊哭邊祈禱，然後在浴室洗澡時竟然不自覺地哼出一段旋律，她感覺那就像是天使的歌聲，帶給她超越壞境的平安。她於是萌發出一張專輯的靈感，她要用她的新歌述說自己的掙扎、心碎和祈禱，也記錄上帝如何垂聽禱告，在她的生命中施行救贖、賜予恩典。 |
| —— | |

### 詞曲創作
致天堂的信
《少年與海》作為致天堂的信的開首，以短短53字的歌詞中，發出最沉重的靈魂拷問：「我為何醒來？我該如何存在？」歌曲以偏向電影配樂的方式處理，具戲劇化又富有張力的編曲，以鋼琴和管弦樂為主色彩，層層遞進，就像渺小的自己站在茫茫大海面前，孤獨地感受著自己一切疑惑，帶出少年在人生過程中苦苦尋求答案的內心掙扎。

歌曲《HELL》標誌性的流行搖滾曲風加上時而脆弱無力時而頑強掙扎的唱腔，營造猶如置身地獄被熊熊烈火包圍，讓人窒息的氛圍。歌曲探討當愛情參雜著佔有、控制、猜忌等等，無論開始多美好都終將走向滅亡。

《只有我和你的地方》以浪漫性感的律動，夢幻迷離的唱腔，帶大家進入愛情最動人的瞬間。在你墜入愛河的一瞬間，你不再有所保留，心卻也因為這樣而充滿自由和勇氣，無懼一切。你完全沉浸在只有兩個人的世界，周遭即使狂風暴雨都與你無關。有別於G.E.M.鄧紫棋過往滿有力量的聲音，這一次貫穿全曲的是纏綿動人，偏重氣聲的唱腔。而編曲帶點科幻的R&B曲風，則成功營造了讓人猶如置身夢境般的浪漫氛圍。

《你不是第一個離開的人》談及分離，包括親人離世及戀人離合，抑或朋友、工作夥伴或歌迷的聚散。雖然舞台上充滿活力自信，帶給每個人歡笑，但卻和每一個小女生一樣，害怕離別，害怕失去。歌曲沒有豪華絢麗的編曲，只有簡單的鋼琴和管弦樂以表達內心最真實感觸的剖白。

《不想回家》是一首優美卻不失律動的Trap旋律說唱，略帶孤單的和弦、流動感十足的鍵盤和吉他、律動感極強的鼓點，為歌曲建構了強烈的流行感。在flow的編排上，G.E.M.鄧紫棋給出讓人雙眼為之一亮的編排。主歌段落中抓住了特別的律動與停頓，副歌旋律更是朗朗上口，加上讓人深有共鳴的歌詞，初聽就讓人留下深刻印象。

輕搖滾情歌《冰河時代》以冰河時代比喻戀人間的關係，由最初很願意溝通自己的情緒和想法，卻因為種種原因慢慢開始自我抽離，變得不願再表達需求而漸生隔膜；由心甘情願為對方做任何事，到後來很多事情變成只是出於責任；由最初炙熱的愛情慢慢變冷，卻不明所以也不知所措。

《受難曲》是一首和網絡暴力有關的歌曲，呼籲大眾共同拒絕網絡暴力。音樂方面，鄧紫棋先為歌曲寫了一段具有濃烈古典氣息的前奏，卻選用詭異的音樂盒音色彈奏，為歌曲奠定荒誕的基調。而編曲的暗黑詭祕配以情緒爆裂的說唱，無情揭露網路世界扭曲、陰暗的一面。歌曲結構方面，全曲沒有任何一個段落重複，在流行音樂作品裡實屬鮮有。演唱上，G.E.M.鄧紫棋亦再度超越自己，為了營造在網絡暴力中絕望的求救，歌曲末段更是突破過往所有作品的音域的極限。

天堂的回信
天堂的回信的序曲《GLORIA》的誕生源於鄧紫棋的英文原名Gloria，Gloria是她父親取的名字，她從小就覺得很好聽，而且充滿榮耀。長大了，更認定這是她的使命 - 在世上作鹽作光。當2022的世界變得如此魔幻，鄧紫棋在壓抑的大環境下，安靜誠實地探尋自己的內心，希望用最真實的生命影響生命：「因為我們成了一臺戲，給世人和天使觀看。」音樂方面，流動的電子音色營造了荒野的基底色調；副歌裡808與和聲的簡潔搭配，營造了在靈裡那簡單卻震撼的呼喚；加上電吉他、弦樂的層層遞進，還有那帶著平安的歌聲，我們彷彿能聽到Gloria在最絕望時那從天而來聖潔榮耀的安慰。

《老人與海》和《少年與海》密不可分，承上啓下，靈感均來自20世紀最著名作家之一歐內斯特 · 海明威生前最後一部主要作品《老人與海》。鄧紫棋回想入行十四年，她曾無數次被人生的巨浪一次次衝擊著，遍體鱗傷。於是在《少年與海》裡，她表達了這種渺小的自己面對殘酷的茫茫大海的無力與困惑。但當人尋求，就會尋見。終於她等到了這一封天堂的回信。鄧紫棋形容《老人與海》就像是神直接在她心裡寫下的答案：「桑田滄海，愛是依舊無改，我是因愛而在，為愛醒來。」

《FIND YOU》表現愛跨越重山、熱切追隨的一面，歌曲從靈動又充滿力量的弦樂開始，伴隨副歌鼓點的切入和G.E.M.鄧紫棋歌聲裡激昂的熱情，愛的永不止息如同徹耳貫雷瞬間湧入，讓人體會到那種緊緊相隨，永不放手的決心。

拆開《啓示錄》的第十一封信《離心力》，是一份極其珍貴的禮物：自由意志。音樂上，鄧紫棋首次嘗試迷幻DISCO曲風，充滿金屬感的音色和充滿迫切感的律動，營造出在愛裡給予選擇的一刻，心中感受到的那種動魄驚心的「離心力」。

《讓世界暫停一分鐘》以鄧紫棋面對與前公司的法律訴訟、建立新團隊的種種挑戰感到寸步難行時祈求獲得片刻安寧的想法作為創作背景；同樣，希望為面對生命的消逝、經濟的蕭條、病毒的入侵、食物的缺失、行動的限制等的人們傳遞溫柔卻又如此強而有力的治癒力量。

《夜的盡頭》傳達希望，作為《啓示錄》倒數第二首歌曲，鄧紫棋帶來一幅破曉的畫卷，儘管世界狂如洪流，但我們既被如此深深愛著，便無所畏懼。

《天空沒有極限》表達曾經遭遇的種種，都只是在試煉我們的信心，當我們不再懷疑，真正相信自己相信愛，便擁有無邊的未來。

## 曲目
| CD 1：《致天堂的信》 | CD 1：《致天堂的信》                   | CD 1：《致天堂的信》 | CD 1：《致天堂的信》 | CD 1：《致天堂的信》 | CD 1：《致天堂的信》 |
| 曲序                 | 曲目                                   | 编曲                 | 製作人               | 數位發行             | 时长                 |
| -------------------- | -------------------------------------- | -------------------- | -------------------- | -------------------- | -------------------- |
| 1.                   | 少年與海（Young Man & Sea）            |                      |                      | 2022年9月2日         | 3:43                 |
| 2.                   | HELL                                   |                      |                      | 2022年8月12日        | 4:08                 |
| 3.                   | 只有我和你的地方（Me & You）           |                      |                      | 2022年8月16日        | 3:17                 |
| 4.                   | 你不是第一個離開的人（Man Who Laughs） | 鄧紫棋 Doug Petty    | 鄧紫棋 T-Ma 馬敬恆   | 2022年8月19日        | 3:20                 |
| 5.                   | 不想回家（Solitude）                   | 老道                 | 鄧紫棋 老道          | 2022年8月23日        | 4:06                 |
| 6.                   | 冰河時代（Ice Age）                    |                      |                      | 2022年8月30日        | 3:30                 |
| 7.                   | 受難曲（Passion）                      | 太一                 | 鄧紫棋 太一          | 2022年8月26日        | 2:59                 |
| 总时长：             | 总时长：                               | 总时长：             | 总时长：             | 总时长：             | 25:03                |

| CD 2：《天堂的回信》 | CD 2：《天堂的回信》           | CD 2：《天堂的回信》     | CD 2：《天堂的回信》 | CD 2：《天堂的回信》 | CD 2：《天堂的回信》 |
| 曲序                 | 曲目                           | 编曲                     | 製作人               | 數位發行             | 时长                 |
| -------------------- | ------------------------------ | ------------------------ | -------------------- | -------------------- | -------------------- |
| 8.                   | GLORIA                         |                          |                      | 2022年8月9日         | 4:04                 |
| 9.                   | 老人與海（Old Man & Sea）      | 鄧紫棋 Doug Petty 陳令韜 | 鄧紫棋               | 2022年9月6日         | 3:12                 |
| 10.                  | FIND YOU                       |                          |                      | 2022年9月9日         | 4:16                 |
| 11.                  | 離心力（F=mw²r）               |                          |                      | 2022年9月13日        | 5:01                 |
| 12.                  | 讓世界暫停一分鐘（One Minute） |                          |                      | 2022年9月16日        | 3:52                 |
| 13.                  | 夜的盡頭（The End of Night）   |                          |                      | 2022年9月20日        | 4:41                 |
| 14.                  | 天空沒有極限（The Sky）        | T-Ma 馬敬恆              | 鄧紫棋 T-Ma 馬敬恆   | －                   | 4:39                 |
| 总时长：             | 总时长：                       | 总时长：                 | 总时长：             | 总时长：             | 30:45                |

## 評價
| 評論得分        | 評論得分 |
| 來源            | 評分     |
| --------------- | -------- |
| 《豆瓣音樂》    | 3.7/5    |
| PlayMusic音樂網 | 4.5/5    |

專輯發行之後獲得普遍好評，在《啟示錄》中鄧紫棋將商業和概念完美結合，是一張雅俗共賞的概念專輯，編曲、創作、演唱皆超乎水準，堪稱華語音樂誠意之作。作為華語樂壇史無前例的「音樂連續劇」專輯，歌曲聽覺以及視覺上的創作及連貫性也獲得讚賞。有評論認為她的眼界並沒有過多的放在社會熱題上，而是深埋進關於愛的討論，讓這張專輯在思想深度上略顯淺薄；也有評論認為專輯雖然主要圍繞戀愛題材，但是上升到更宏觀的視角：「對這個時代人類愛情與命運的思考」。

## 發行歷史
| 地區 | 日期           | 格式              | 版本                      | 唱片公司          | 参考          |
| ---- | -------------- | ----------------- | ------------------------- | ----------------- | ------------- |
| 全球 | 2022年9月23日  | 數位下載 串流媒體 | 標準版                    | G Nation 華納音樂 | [ 1 ]         |
| 全球 | 2022年9月30日  | CD                | 2CD預購限定版             | G Nation 華納音樂 | [ 13 ]        |
| 全球 | 2022年11月25日 | CD                | 2CD慶功精裝版             | G Nation 華納音樂 | [ 67 ]        |
| 全球 | 2022年12月28日 | 數位下載 串流媒體 | 全旅程版                  | G Nation 華納音樂 | [ 21 ]        |
| 全球 | 2023年3月15日  | 黑膠唱片          | 典藏彩膠(潑墨版 / 純色版) | G Nation 華納音樂 | [ 68 ] [ 69 ] |

## 西班牙語版
2023年6月，鄧紫棋宣布《啓示錄》西班牙語版《Revelación》將在2023年7月10日發行，並發佈了四支預告片。